# Åkernigella
Åkernigella (Nigella arvensis) är en ranunkelväxtart. Åkernigella ingår i släktet nigellor, och familjen ranunkelväxter.

## Underarter
Arten delas in i följande underarter:
- N. a. aristata
- N. a. arvensis
- N. a. brevifolia
- N. a. glauca
- N. a. glaucescens
- N. a. latilabris
- N. a. negevensis
- N. a. palaestina
- N. a. taubertii
- N. a. anatolica
- N. a. iranica
- N. a. oblanceolata
- N. a. simplicifolia

## Bildgalleri

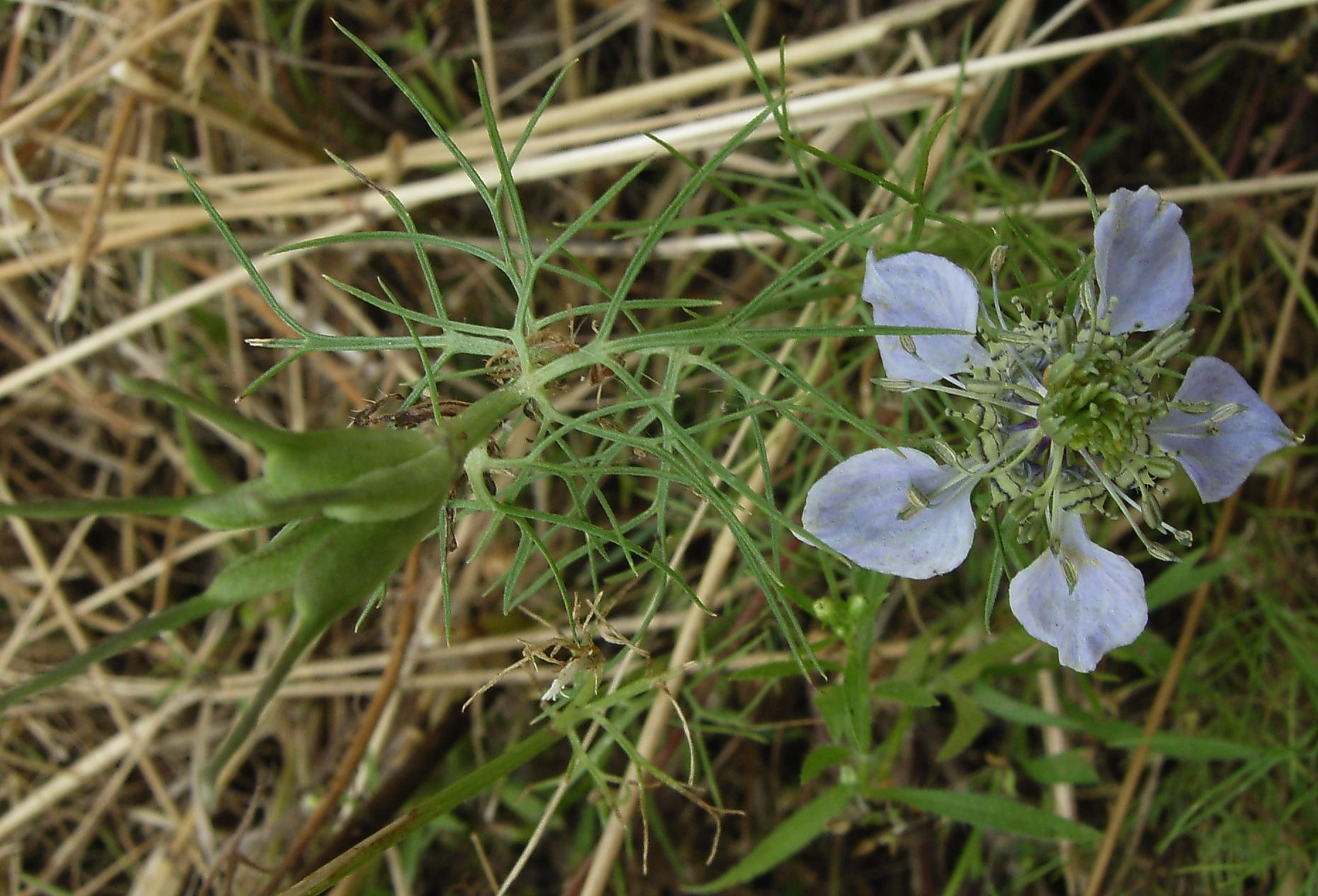